# Ulica Powstańców Wielkopolskich w Skwierzynie
Ulica Powstańców Wielkopolskich – ulica w centrum Skwierzyny, szerokim łukiem omijająca Rynek od strony wschodniej. Jej zwarta zabudowa to kilkanaście parterowych domów, wymagających remontu elewacji oraz nowe budownictwo ostatnich lat.
Przed II wojną światową ulica nosiła nazwę Krumme Straße, po wyzwoleniu Skwierzyny zmieniono nazwę na obecną.
Do XVIII wieku pomiędzy dzisiejszymi ulicami Powstańców Wielkopolskich i Władysława Jagiełły znajdowała się synagoga, która spłonęła w jednym z licznych pożarów miasta, obok niej znajdowały się inne budynki społeczności żydowskiej m.in. heder (szkoła religijna) i mykwa (łaźnia rytualna).

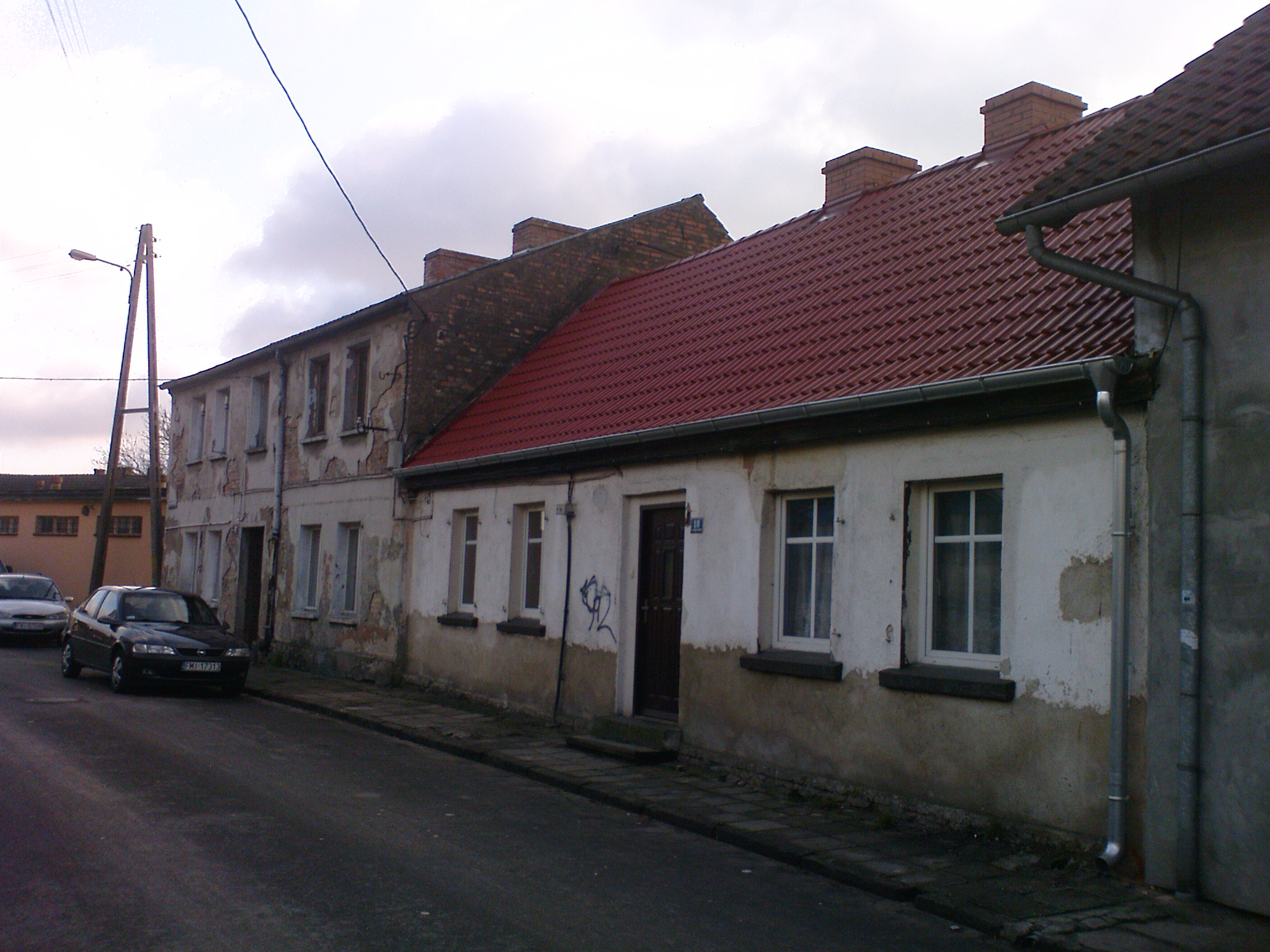
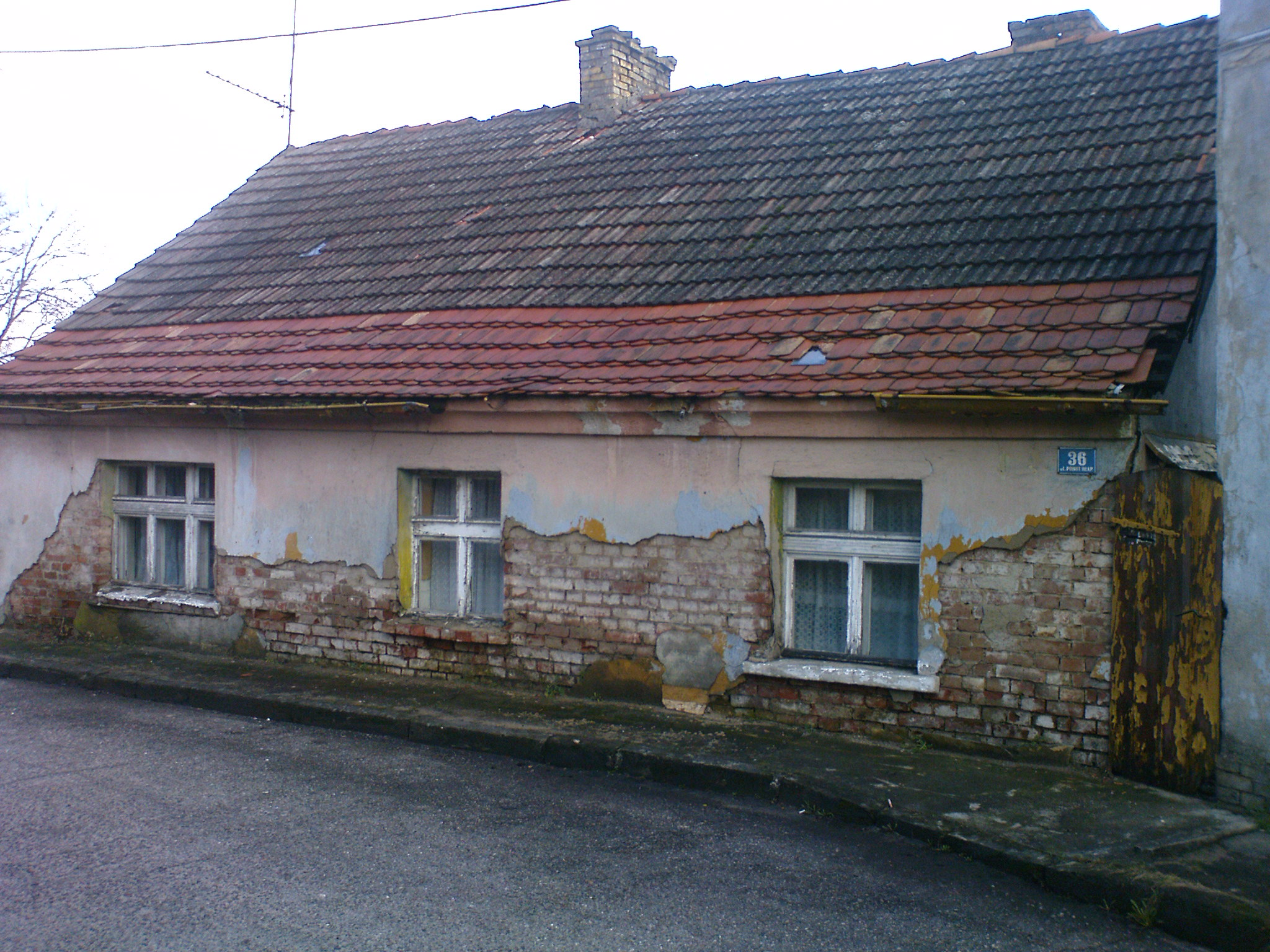
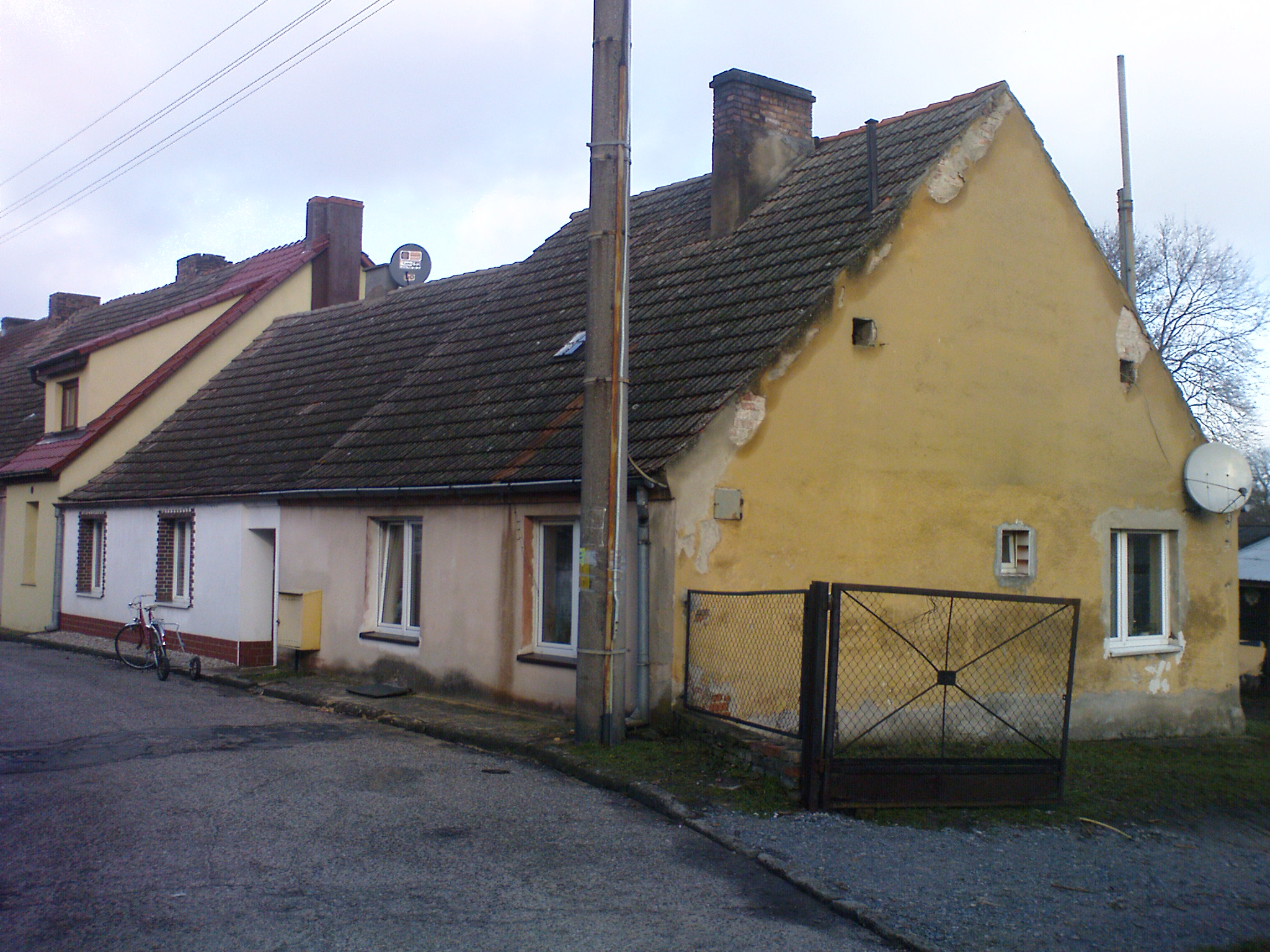